# Zbigniew Kryński (wojskowy)
Zbigniew Kryński, ps. Rekin (ur. 1 maja 1921 w Smarklicach, zm. 27 maja 2022 w Szczecinie) – polski wojskowy, major.

## Życiorys
Urodził się w Smarklicach w powiecie siemiatyckim 1 maja 1921 roku. Po wybuchu II wojny światowej we wrześniu 1939 roku zaciągnął się do Samodzielnej Grupy Operacyjnej „Polesie”. Walczył z Niemcami w bitwie pod Kockiem. Po rozformowaniu GO „Polesie” wrócił do Smarklic. Zaczął działać w podziemiu. W grudniu 1940 roku został zaprzysiężony do oddziału Związku Walki Zbrojnej, od lutego 1942 roku w Armii Krajowej. Służył w Obwodzie Bielsk Podlaski Okręgu Białystok na Placówce ZWZ-AK Drohiczyn. Brał udział w akcjach dywersyjnych i bojowych. W 1944 roku wziął udział w akcji „Burza”, walcząc na odcinku Siemiatycze–Ciechanowiec. Był zastępcą dowódcy plutonu AK, który rozbił oddział SS w Arbasach na Podlasiu.
Po najeździe Armii Czerwonej, od końca 1944 roku należał do Narodowych Sił Zbrojnych. Zorganizował liczący sześćdziesięciu żołnierzy oddział. W stopniu porucznika dowodził akcją zdobycia magazynu zbożowego w Drohiczynie. Jego oddział wraz z oddziałem Armii Krajowej Obywatelskiej ppor. Teodora Śmiałowskiego ps. „Szumny” zdobyły koszary Korpusu Bezpieczeństwa Wewnętrznego w Siemiatyczach 11 maja 1945 roku, biorąc do niewoli osiemdziesięciu żołnierzy. 12 maja 1945 roku oddział Kryńskiego rozbroił dwustuosobową grupę operacyjną Urzędu Bezpieczeństwa i KBW pod Ostrożanami. Oddział operował na terenie powiatu siemiatyckiego do września 1945 roku, następnie został rozwiązany.
Mjr Kryński ujawnił się w Warszawie 29 września 1945 roku. Wyjechał do Szczecina, gdzie ukrywał się pod zmienionym nazwiskiem. Aresztowano go pod koniec grudnia 1946 roku. Pozostawał w areszcie do połowy 1947 roku. Od 1992 roku był aktywnym członkiem Związku Żołnierzy Narodowych Sił Zbrojnych w okręgu szczecińskim. Zmarł w Szczecinie 27 maja 2022 roku. Został pochowany na Cmentarzu Centralnym w Szczecinie.

## Ordery i odznaczenia
- Krzyż Armii Krajowej[1]
- Krzyż Narodowego Czynu Zbrojnego[1]
- Krzyż Partyzancki[1]
- Medal „Za udział w wojnie obronnej 1939”[1]
- Medal pamiątkowy 75-lecia NSZ[1]